# Paranoid
Paranoid е втори студиен албум на британската хевиметъл група „Блек Сабат“, издаден през 1970 г. Той е един от най-влиятелните и най-емблематичните албуми в историята на хевиметъла. Paranoid също така съдържа едни от най-големите парчета на групата, като например Iron Man, War Pigs и едноименното парче.
Издаден на 18 септември 1970 г., само седем месеца след дебютния албум, Paranoid достига #1 в британските клсации, като измества от там Bridge Over Troubled Water на Саймън и Гарфънкъл. В класацията на „Билборд“ (за Северна Америка) достига #12. Синглите Paranoid и Iron Man достигат съответно #61 и #52 (във Великобритания Paranoid достига #4). Песента Iron Man е класирана на първо място в класацията на телевизия „Ви Ейч Уан“ „40-те най-велики метъл песни“. През 2003 г. албумът е поставен на 130 място в класацията на списание „Ролинг Стоун“ „500-те най-велики албума на всичи времена“). През 2006 г. албумът е класиран на 6-о място от списание „Гитар Уърлд“ в класацията „100-те китарни албума на всечки времена“.
Оригиналното заглавие на албума е War Pigs, но от „Въртиго Рекърдс“ настояват да се промени на Paranoid, поради напрежението от Виетнамската война. Въпреки това, оригиналната обложка е запазена.

## Песни
Всички песни са написани от Озбърн, Айоми, Уорд и Бътлър.
| Paranoid | Paranoid           | Paranoid | Paranoid | Paranoid | Paranoid | Paranoid | Paranoid | Paranoid | Paranoid |
| №        | Име                | Време    |          |          |          |          |          |          |          |
| -------- | ------------------ | -------- | -------- | -------- | -------- | -------- | -------- | -------- | -------- |
| 1.       | War Pigs           | 7:57     |          |          |          |          |          |          |          |
| 2.       | Paranoid           | 2:53     |          |          |          |          |          |          |          |
| 3.       | Planet Caravan     | 4:32     |          |          |          |          |          |          |          |
| 4.       | Iron Man           | 6:00     |          |          |          |          |          |          |          |
| 5.       | Electric Funeral   | 4:53     |          |          |          |          |          |          |          |
| 6.       | Hand of Doom       | 7:08     |          |          |          |          |          |          |          |
| 7.       | Rat Salad          | 2:30     |          |          |          |          |          |          |          |
| 8.       | Fairies Wear Boots | 6:15     |          |          |          |          |          |          |          |
| 42:07    |                    |          |          |          |          |          |          |          |          |

## Състав
- Ози Озбърн – вокали
- Тони Айоми – китара
- Гийзър Бътлър – бас
- Бил Уорд – барабани